# Tillandsia oaxacana
Tillandsia oaxacana es una especie de planta epífita dentro del género  Tillandsia, perteneciente a la  familia de las bromeliáceas. Es originaria de México, donde se distribuye por Oaxaca.

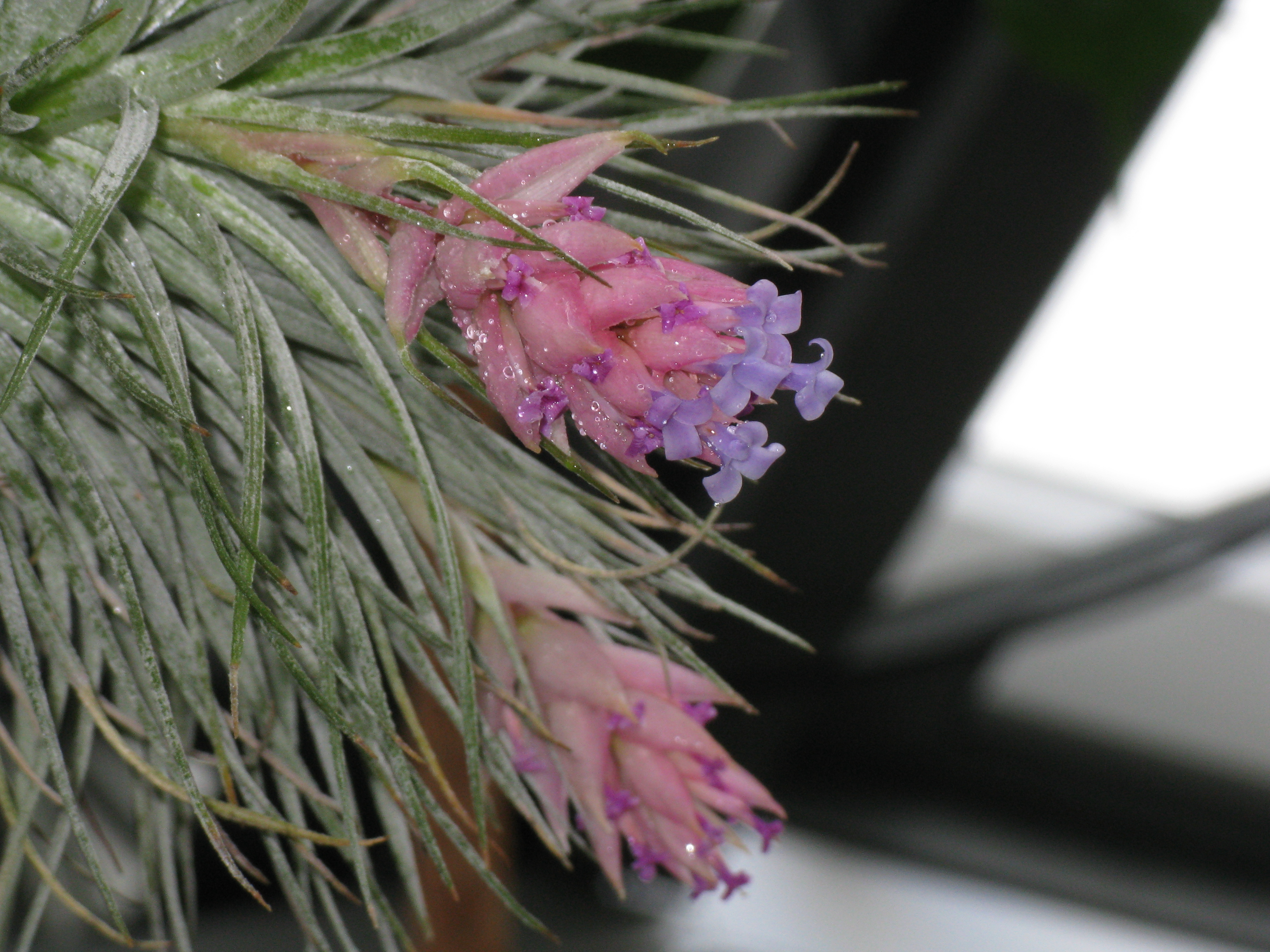
Flores

## Taxonomía
Tillandsia oaxacana fue descrita por Lyman Bradford Smith y publicado en Contributions from the United States National Herbarium 29: 279–280, f. 4. 1949.
Etimología
Tillandsia: nombre genérico que fue nombrado por Carlos Linneo en 1738 en honor al médico y botánico finlandés Dr. Elias Tillandz (originalmente Tillander) (1640-1693).
oaxacana: epíteto geográfico que alude a su localización en Oaxaca.
Sinonimia
- Tillandsia atrococcinea Matuda	[2][3]